# Nätebäcken
Nätebäcken er en småort i Habo kommun i Jönköpings län i Sverige. I 2010 var indbyggertallet 116.